# Adenandra lasiantha
Adenandra lasiantha är en vinruteväxtart som beskrevs av Otto Wilhelm Sonder. Adenandra lasiantha ingår i släktet Adenandra och familjen vinruteväxter. Inga underarter finns listade i Catalogue of Life.